# Gran Premio de Malasia de Motociclismo de 2015
El Gran Premio de Malasia de Motociclismo de 2015 (oficialmente Shell Malaysia Motorcycle Grand Prix) fue la decimoséptima prueba del Campeonato del Mundo de Motociclismo de 2015. Tuvo lugar en el fin de semana del 23 al 25 de octubre de 2015 en el Circuito Internacional de Sepang, situado en la localidad de Sepang, Selangor, Malasia.
La carrera de MotoGP fue ganada por Dani Pedrosa, seguido de Jorge Lorenzo y Valentino Rossi. Johann Zarco fue el ganador de la prueba de Moto2, por delante de Thomas Lüthi y Jonas Folger. La carrera de Moto3 fue ganada por Miguel Oliveira, Brad Binder fue segundo y Jorge Navarro tercero.

## Resultados

### Resultados MotoGP
| Pos.    | N.º | Piloto           | Constructor    | Vueltas | Tiempo    | Parrilla | Puntos |
| ------- | --- | ---------------- | -------------- | ------- | --------- | -------- | ------ |
| 1       | 26  | Dani Pedrosa     | Honda          | 20      | 40:37.691 | 1        | 25     |
| 2       | 99  | Jorge Lorenzo    | Yamaha         | 20      | +3.612    | 4        | 20     |
| 3       | 46  | Valentino Rossi  | Yamaha         | 20      | +13.724   | 3        | 16     |
| 4       | 38  | Bradley Smith    | Yamaha         | 20      | +23.995   | 9        | 13     |
| 5       | 35  | Cal Crutchlow    | Honda          | 20      | +28.721   | 5        | 11     |
| 6       | 9   | Danilo Petrucci  | Ducati         | 20      | +36.372   | 12       | 10     |
| 7       | 41  | Aleix Espargaró  | Suzuki         | 20      | +39.290   | 10       | 9      |
| 8       | 25  | Maverick Viñales | Suzuki         | 20      | +39.436   | 8        | 8      |
| 9       | 44  | Pol Espargaró    | Yamaha         | 20      | +42.462   | 11       | 7      |
| 10      | 6   | Stefan Bradl     | Aprilia        | 20      | +44.601   | 13       | 6      |
| 11      | 45  | Scott Redding    | Honda          | 20      | +47.690   | 14       | 5      |
| 12      | 68  | Yonny Hernández  | Ducati         | 20      | +52.112   | 17       | 4      |
| 13      | 8   | Héctor Barberá   | Ducati         | 20      | +52.360   | 25       | 3      |
| 14      | 24  | Toni Elías       | Yamaha Forward | 20      | +53.619   | 20       | 2      |
| 15      | 19  | Álvaro Bautista  | Aprilia        | 20      | +53.631   | 16       | 1      |
| 16      | 69  | Nicky Hayden     | Honda          | 20      | +1:01.431 | 18       |        |
| 17      | 43  | Jack Miller      | Honda          | 20      | +1:02.828 | 15       |        |
| 18      | 63  | Mike Di Meglio   | Ducati         | 20      | +1:05.075 | 22       |        |
| 19      | 50  | Eugene Laverty   | Honda          | 20      | +1:09.877 | 21       |        |
| 20      | 13  | Anthony West     | Honda          | 20      | +1:24.749 | 23       |        |
| Ret     | 4   | Andrea Dovizioso | Ducati         | 10      | Caída     | 7        |        |
| Ret     | 93  | Marc Márquez     | Honda          | 7       | Caída     | 2        |        |
| Ret     | 76  | Loris Baz        | Yamaha Forward | 2       | Caída     | 19       |        |
| Ret     | 29  | Andrea Iannone   | Ducati         | 1       | Radiador  | 6        |        |
| Ret     | 55  | Damian Cudlin    | ART            | 0       | Caída     | 24       |        |
| Fuente: |     |                  |                |         |           |          |        |

### Resultados Moto2
| Pos.    | N.º | Piloto              | Constructor | Vueltas | Tiempo    | Parrilla | Puntos |
| ------- | --- | ------------------- | ----------- | ------- | --------- | -------- | ------ |
| 1       | 5   | Johann Zarco        | Kalex       | 19      | 40:37.772 | 2        | 25     |
| 2       | 12  | Thomas Lüthi        | Kalex       | 19      | +0.598    | 1        | 20     |
| 3       | 94  | Jonas Folger        | Kalex       | 19      | +9.846    | 4        | 16     |
| 4       | 30  | Takaaki Nakagami    | Kalex       | 19      | +14.139   | 7        | 13     |
| 5       | 7   | Lorenzo Baldassarri | Kalex       | 19      | +16.440   | 5        | 11     |
| 6       | 39  | Luis Salom          | Kalex       | 19      | +22.294   | 13       | 10     |
| 7       | 11  | Sandro Cortese      | Kalex       | 19      | +22.708   | 6        | 9      |
| 8       | 55  | Hafizh Syahrin      | Kalex       | 19      | +26.685   | 18       | 8      |
| 9       | 3   | Simone Corsi        | Kalex       | 19      | +28.556   | 11       | 7      |
| 10      | 19  | Xavier Siméon       | Kalex       | 19      | +30.081   | 10       | 6      |
| 11      | 49  | Axel Pons           | Kalex       | 19      | +30.873   | 16       | 5      |
| 12      | 36  | Mika Kallio         | Speed Up    | 19      | +31.787   | 14       | 4      |
| 13      | 22  | Sam Lowes           | Speed Up    | 19      | +33.844   | 8        | 3      |
| 14      | 88  | Ricard Cardús       | Suter       | 19      | +33.886   | 24       | 2      |
| 15      | 21  | Franco Morbidelli   | Kalex       | 19      | +38.087   | 19       | 1      |
| 16      | 25  | Azlan Shah          | Kalex       | 19      | +41.612   | 15       |        |
| 17      | 4   | Randy Krummenacher  | Kalex       | 19      | +42.239   | 23       |        |
| 18      | 96  | Louis Rossi         | Tech 3      | 19      | +44.576   | 22       |        |
| 19      | 70  | Robin Mulhauser     | Kalex       | 19      | +46.312   | 21       |        |
| 20      | 57  | Edgar Pons          | Kalex       | 19      | +49.357   | 26       |        |
| 21      | 2   | Jesko Raffin        | Kalex       | 19      | +56.476   | 28       |        |
| 22      | 97  | Xavi Vierge         | Tech 3      | 19      | +1:17.119 | 25       |        |
| 23      | 16  | Joshua Hook         | Kalex       | 19      | +1:18.343 | 29       |        |
| 24      | 93  | Ramdan Rosli        | Kalex       | 19      | +1:18.534 | 30       |        |
| 25      | 60  | Julián Simón        | Speed Up    | 19      | +1:20.599 | 12       |        |
| 26      | 66  | Florian Alt         | Suter       | 19      | +1:37.028 | 27       |        |
| 27      | 10  | Thitipong Warokorn  | Kalex       | 19      | +1:51.965 | 20       |        |
| Ret     | 40  | Álex Rins           | Kalex       | 9       | Caída     | 3        |        |
| Ret     | 23  | Marcel Schrötter    | Tech 3      | 8       | Caída     | 17       |        |
| Ret     | 73  | Álex Márquez        | Kalex       | 5       | Caída     | 9        |        |
| Fuente: |     |                     |             |         |           |          |        |

### Resultados Moto3
| Pos.    | N.º | Piloto                 | Constructor | Vueltas | Tiempo       | Parrilla | Puntos |
| ------- | --- | ---------------------- | ----------- | ------- | ------------ | -------- | ------ |
| 1       | 44  | Miguel Oliveira        | KTM         | 18      | 40:33.277    | 3        | 25     |
| 2       | 41  | Brad Binder            | KTM         | 18      | +0.089       | 15       | 20     |
| 3       | 9   | Jorge Navarro          | Honda       | 18      | +0.273       | 2        | 16     |
| 4       | 23  | Niccolò Antonelli      | Honda       | 18      | +0.305       | 1        | 13     |
| 5       | 5   | Romano Fenati          | KTM         | 18      | +0.416       | 5        | 11     |
| 6       | 84  | Jakub Kornfeil         | KTM         | 18      | +0.530       | 4        | 10     |
| 7       | 52  | Danny Kent             | Honda       | 18      | +0.590       | 9        | 9      |
| 8       | 33  | Enea Bastianini        | Honda       | 18      | +4.004       | 8        | 8      |
| 9       | 10  | Alexis Masbou          | Honda       | 18      | +6.990       | 19       | 7      |
| 10      | 17  | John McPhee            | Honda       | 18      | +10.030      | 12       | 6      |
| 11      | 95  | Jules Danilo           | Honda       | 18      | +16.128      | 28       | 5      |
| 12      | 88  | Jorge Martín           | Mahindra    | 18      | +18.995      | 13       | 4      |
| 13      | 29  | Stefano Manzi          | Mahindra    | 18      | +18.999      | 16       | 3      |
| 14      | 32  | Isaac Viñales          | KTM         | 18      | +19.129      | 18       | 2      |
| 15      | 65  | Philipp Öttl           | KTM         | 18      | +19.153      | 17       | 1      |
| 16      | 48  | Lorenzo Dalla Porta    | Husqvarna   | 18      | +19.592      | 23       |        |
| 17      | 21  | Francesco Bagnaia      | Mahindra    | 18      | +32.053      | 6        |        |
| 18      | 6   | María Herrera          | Husqvarna   | 18      | +32.882      | 24       |        |
| 19      | 11  | Livio Loi              | Honda       | 18      | +32.924      | 25       |        |
| 20      | 58  | Juan Francisco Guevara | Mahindra    | 18      | +33.307      | 22       |        |
| 21      | 24  | Tatsuki Suzuki         | Mahindra    | 18      | +34.453      | 26       |        |
| 22      | 2   | Remy Gardner           | Mahindra    | 18      | +55.705      | 31       |        |
| 23      | 22  | Ana Carrasco           | KTM         | 18      | +57.562      | 29       |        |
| 24      | 16  | Andrea Migno           | KTM         | 18      | +1:46.290    | 27       |        |
| 25      | 91  | Gabriel Rodrigo        | KTM         | 17      | +1 vuelta    | 20       |        |
| Ret     | 98  | Karel Hanika           | KTM         | 6       | Caída        | 14       |        |
| Ret     | 96  | Manuel Pagliani        | Mahindra    | 6       | Caída        | 30       |        |
| Ret     | 7   | Efrén Vázquez          | Honda       | 5       | Caída        | 7        |        |
| Ret     | 76  | Hiroki Ono             | Honda       | 5       | Caída        | 11       |        |
| Ret     | 63  | Zulfahmi Khairuddin    | KTM         | 5       | Caída        | 10       |        |
| Ret     | 40  | Darryn Binder          | Mahindra    | 2       | Retirado     | 21       |        |
| DNS     | 19  | Alessandro Tonucci     | Mahindra    |         | No participó |          |        |
| DNS     | 55  | Andrea Locatelli       | Honda       |         | No participó |          |        |
| Fuente: |     |                        |             |         |              |          |        |